# 4045 Lowengrub
4045 Lowengrub је астероид чија средња удаљеност од Сунца износи 3,223 астрономских јединица (АЈ).
Апсолутна магнитуда астероида је 11,3.